# Phidippus majumderi
Phidippus majumderi är en spindelart som beskrevs av Biswas 1999. Phidippus majumderi ingår i släktet Phidippus och familjen hoppspindlar. Inga underarter finns listade i Catalogue of Life.